# 長庚大学
長庚大学（ちょうこうだいがく、英語: Chang Gung University、公用語表記: 長庚大學）は、台湾桃園市亀山区文化一路259号に本部を置く台湾の私立大学。1987年創立、1997年大学設置。大学の略称はCGU。

## キャンパス
現在のキャンパス面積は37.13エーカー、第一医学部棟、工学部棟、管理学部棟、第二医薬棟、学生宿舎、学生活動センター、図書館の8棟が建設されており、総床面積は354,849平方メートルである。キャンパスはその目的に応じ教育研究区、生活活動区、緑化レジャー区に区分されている。

## 歴史
| 年     | 月日 | 事跡                         |
| ------ | ---- | ---------------------------- |
| 1987年 | 4月  | 「長庚医学院」として開校     |
| 1993年 | -    | 「長庚医学曁工程学院」と改称 |
| 1997年 | 8月  | 「長庚大学」に昇格           |

## 組織
| | |
| - 医学部 - 医学科 - 漢方医学科 - 理学療法学科/大学院 - 作業療法学科/大学院 - 看護学科/大学院 - 呼吸介護学科 - 生物医学科 - 医学生物技術臨床検査学科 - 医学影像及び放射科学科 - 基礎医学研究所 - 臨床医学研究所 - 医学生物技術研究所 - 天然薬物研究所 - 健康回復科学研究所 - 看護学研究所 - 臨床行動科学研究所 - 伝統漢方医学研究所 - 口腔医学研究所 | - 工学部 - 電機工学科/大学院 - 機械工学科/大学院 - 化学工業材料工学科/大学院 - 電子工学科/大学院 - 情報工学科/大学院 - 光電工学研究所 - 生態科学医療技術研究所 - 医療機器工学研究所 - 管理学部 - 医務管理学科/大学院 - 情報管理学科/大学院 - 工業デザイン学科/大学院 - 工商業管理学科 - 企業管理研究所/EMBA - 教養教育センター - 教育課程センター |

## 世界ランキング
2026QS世界大学ランキング 668
2025THE世界大学ランキング601-800
2024世界大学学術ランキング601-700

## 教員

### 歴代学長
| 区分 | 代 | 氏名 | 任期 |
| ---- | -- | ---- | ---- |

## 校歌
在艱苦的歳月中興起、在博愛的精神裡綻放

長庚你培育堅毅的志節、長庚你啓発智慧的泉源

天下沒有簡単的事、也沒有不可能的事

難労樸実、精研学理、崇尚実務，止於至善

這是長庚的理念、這是努力的方向